# Пурбекский мрамор

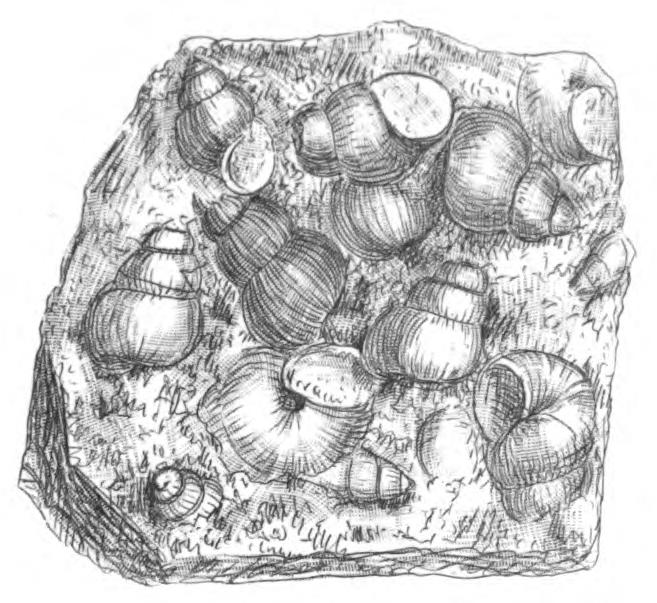
Пурбекский мрамор с окаменелыми раковинами Viviparus carinifer

Пурбекский мрамор — осадочная горная порода, известняк с полуострова Пербек на юго-востоке Дорсета в Англии, разновидность пурбекского камня. Добыча пурбекского мрамора как декоративного строительного материала велась со времён Древнего Рима, ныне прекращена.

## Геологические характеристики
Встречается в обнажениях или под покровными слоями по всему полуострову, мощность (толщина) слоёв никогда не превышает 1,2 м, чаще она значительно меньше метра, наклон слоёв умеренный к северу.
С точки зрения стратиграфии пурбекский мрамор принадлежит к верхней дарльстонской формации пурбекской группы, отложениям берриасского яруса раннемеловой эпохи. Несмотря на название «мрамор», данное по способности принимать неплохую полировку, не является метаморфической породой. Характерный вид его образуется ракушками брюхоногих пресноводных моллюсков рода Viviparus семейства живородковых, аналогичный суссекскому мрамору, таким образом, крупные фрагменты раковин моллюсков в матрице из мелкозернистого известняка позволяют классифицировать его в группу биомикрудитов. В залегании слои мрамора перемежаются более мягкими морскими глинами и глинистыми сланцами, что свидетельствует о многократном отступлении и наступлении моря. В некоторых слоях встречаются оксиды и гидроксиды железа (гематит, лимонит), придающие камню красные или коричневые оттенки, в других слоях зелёный (иногда голубой) цвет вызван содержанием глауконита. 

## Применение
Известен единственный случай использования пурбекского мрамора в эпоху бронзы, это каменный ящик в деревне Langton Matravers. В романо-британскую эпоху пурбекский мрамор применялся для изготовления камней с надписями, декоративных архитектурных элементов, облицовки, ступ и пестиков и других предметов.
В эпоху средневековья добыча пурбекского мрамора продолжалась, и его можно встретить практически во всех соборах южной Англии, где из него изготовлены колонки, панели, надгробия и напольные плитки: в Эксетере, Или, Норидже, Чичестере, Солсбери, Линкольне, Лландаффе, Саутварке, Кентербери и Вестминстерском аббатстве. Также пурбекский мрамор использован в резном королевском столе, который с XIII века используется при коронациях.
Со временем пурбекский мрамор использовался всё реже, одной из последних крупных построек можно назвать неоготическую (1874—1880) церковь святого Иакова в Кингстоне (Пербек, Дорсет).
Хотя пурбекский камень добывался в промышленных масштабах и в 2008 году, именно пурбекский мрамор ныне используется в незначительных объёмах для реставраций и скульптур.

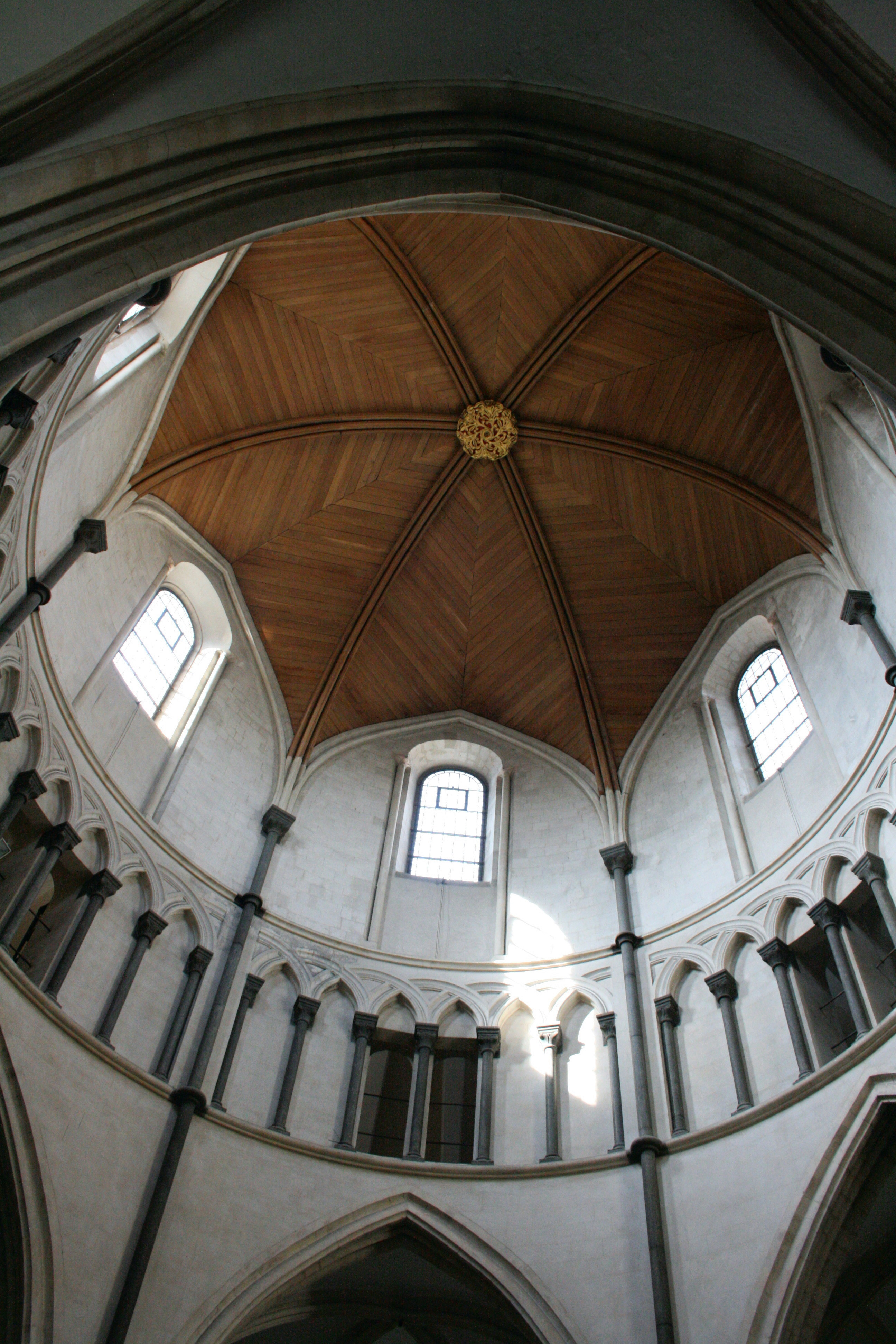
Аркада на колонках из пурбекского мрамора, Temple Church[англ.], Лондон
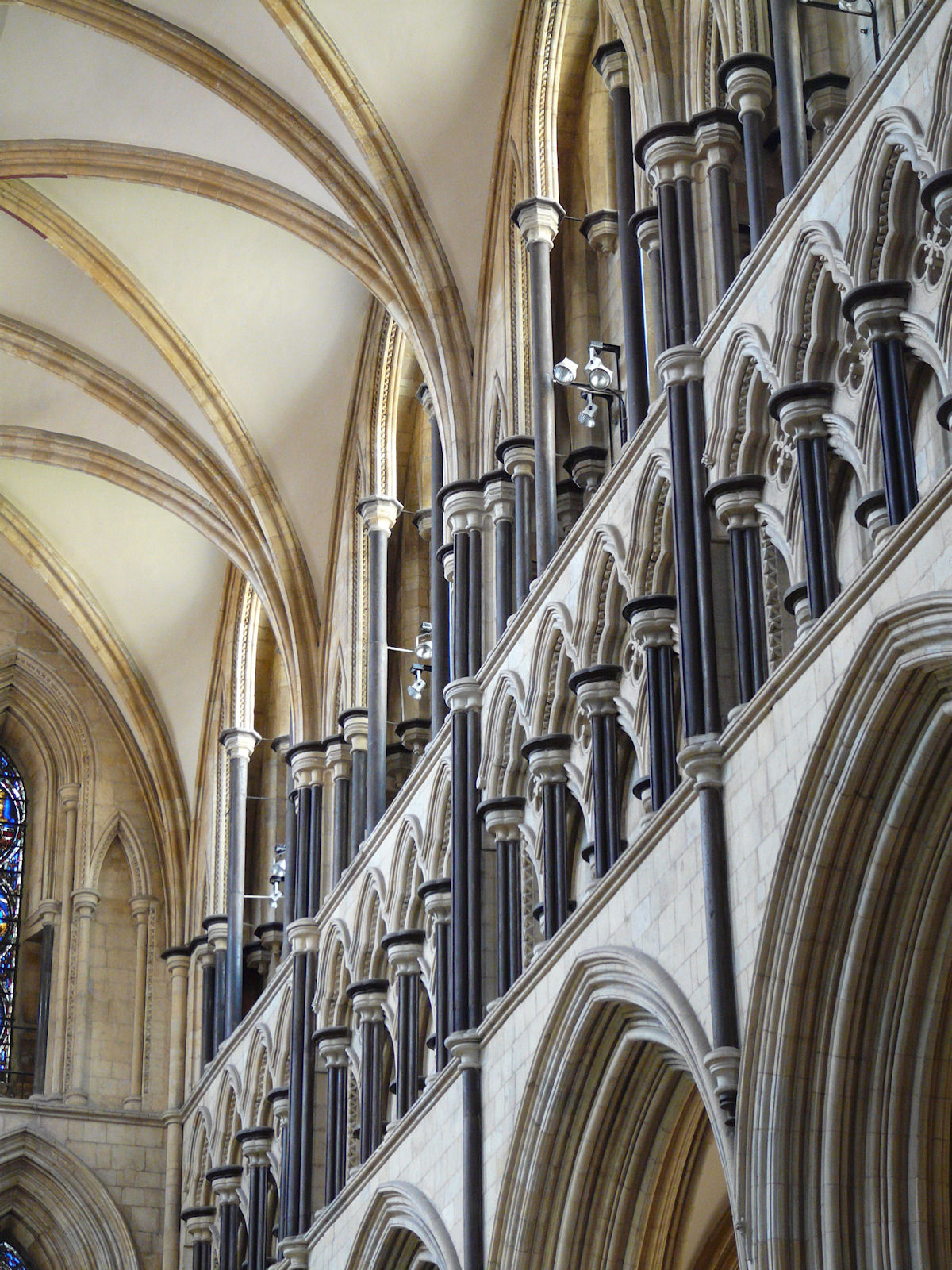
Колонки из пурбекского мрамора в южном трансепте Беверли-минстер, XIII век

## Внешние ссылки
- Геология побережья Уэссекса (англ.)
- Langton Matravers Local History and Preservation Society, Музей пурбекского мрамора (англ.)
- Древнеримская эпоха (англ.)
- Солсбери (англ.)
- каменоломни W J Haysom and Son and Lander’s (англ.)